# 姉です。 〜姉死覚悟の「弟しぼり」な夏が来る!〜
『姉です。 〜姉死覚悟の「弟しぼり」な夏が来る!〜』（あねです。）は、アトリエかぐや Honky-Tonk Pumpkinが2010年2月26日に発売の18禁恋愛アドベンチャーゲームである。
本作は3人の義姉との生活を主軸としたアドベンチャーゲームであり、題名の『姉です。』は『姉DEATH(姉死)』をもじったものでもある。

## ストーリー
主人公・佐倉孝浩は、義母の連れ子である三人の義姉たちからおもちゃにされ、時には陰茎を噛まれることもあった。父親と義母が離婚したことにより、孝浩は義姉たちと離れ離れに暮らしていた。
8年後、父親と義母の再婚、および自身の大学受験のため、孝浩は再び街へ戻り、義姉達と同居することになる。
ところが帰郷早々、一家の顔なじみの老人・海原実直左衛門が、彼女たちの「肉体的成長」を見たいという理由で佐倉家の風呂へ覗きに来てしまう。
実直左衛門と間違えられた孝浩は警察の世話になり、なんとか父親のとりなしで自宅に戻れたものの、今度は義姉達のおもちゃにされる。

## 登場キャラクター

### メインキャラクター
佐倉 孝浩（さくら たかひろ）
主人公で大学浪人生。8年前に両親の離婚により、元々義母の連れ子であった三姉妹と離れ離れになり、父親と一緒に離島で生活していたが、父親と義母の再婚により大学受験のため三姉妹のいる佐倉家に住むことになった。しかしとあるハプニングのため痴漢と勘違いされ、恥辱的な尋問を受けた。誤解は解けたものの、小さい頃に三姉妹の「おもちゃ」にされた事もあり、恥辱を受けたため気恥ずかしい思いをしている。
佐倉 綾華（さくら あやか）
声 - 東かりん
佐倉三姉妹の長女。佐倉家の家事全般している傍ら、趣味で始めた料理のブログが功を成し、ライターとして本の執筆も行っている。
温厚な性格だが、怒らせると表情には出さないが凄い威圧感をかもし出す。本人に自覚はなくともかなり淫猥な性交をする。
佐倉 百花（さくら ももか）
声 - 羽高なる
佐倉三姉妹の次女。現在ライフガードのバイトをしている。毎日海水浴場やプールで働いているため、肌が小麦色に焼けている。
ガサツな性格で、小さい頃から孝浩を三姉妹の中で一番「おもちゃ」にしており、再会時のハプニングでも一番恥辱を与えている。
佐倉 ななか（さくら ななか）
声 - 岬友美
佐倉三姉妹の末妹。もともと歯科衛生士をしていたが、現在は本屋でバイトをしている。（勤務先の歯医者が倒産したため。）天真爛漫な性格で、三姉妹の中で孝浩を一番溺愛している。ハプニングの時には孝浩だと気付かなかったが、好みのタイプだと半ば一目惚れしていた。

### サブキャラクター
海原実直左衛門（かいばら じっちょくざえもん）
隣に住む老人。佐倉家とは長い付き合いで、マサミから出張中は三姉妹の相談役になってくれと言われ、時々佐倉家を訪れる。綾華の料理の味見をするなど、綾華からは信頼されている。
一方で、三姉妹の風呂を覗きに行くなどのトラブルが絶えない。
孝浩の父親
8年前、会社の転勤が原因でマサミと離婚し、孝浩を連れて転勤先の離島へ引っ越した。離島支社と本社が合併し、同じ職場になった事を機にマサミと再婚、孝浩を大学受験のために佐倉家へ引っ越させ、自分達は出張先の南国で三ヶ月間アツアツの再婚生活をしている。佐倉三姉妹とは時々会っていたらしく、携帯電話での会話時には綾華も声で分かった。
佐倉 マサミ（さくら まさみ）
孝浩の義母で佐倉三姉妹の実母。父親と同じ会社で働いているキャリアウーマンで、前夫の間に三女をもうけた。前夫が亡くなり孝浩の父親と職場結婚したが、8年前に夫の離島支社への転勤がきっかけで一時は離婚した。しかし離島支社と本社が合併したのを機に再婚、現在は出張先の南国で三ヶ月間アツアツの再婚生活を送っている。
五反田部雄（ごはん たべお）
料理界に影響ある自称「グルメ伯爵」を名乗る料理評論家。似非フランス人な口調で話す。人気のある綾華の事を快く思っておらず、「顔とスタイルがいいだけの似非料理家」と批判している。とある料理対決で自分が支持した料理人が綾華に負けた事を根に持ち、自ら料理対決を挑んだ。狡猾な性格だが料理の腕は本物。

## スタッフ
- 原画：1：02am[2][3]、坂上海[2]
- シナリオ：須永成人、須々木鮎尾、七央結日[3]、金竹射月 他

## 評価
阿部広樹は共著『超エロゲー ハードコア』の中で、血のつながらない姉が3人もおり、しかも初日から3人とも一夜をともにするのは抜きゲーの鑑であると評価している。
本作は雑誌「メガストア」2010年6月号のレビューコーナー「美少女ゲームレビューの館」にて2人のレビュアーであるろりぽんとたまごまごによる批評が掲載された。
ろりぽんは、「ほぼすべてのイベントがHイベントだと言っても過言ではないくらい、抜きゲーとして割り切った作品となっている」と評価している。その一方で、ろりぽんは本作のゲーム性や―ストーリー性が薄いため人を選ぶとしている。また、ろりぽんは「姉と言っても全員義姉である上、ノリと勢いでHへなだれ込むので、近親相姦の背徳感を求める人には厳しい」と指摘している。
たまごまごは本作は抜きゲーとして徹底していると評価しており、Hシーンの重要な場面にアニメーションが用いられている点が丁寧だと述べ、Hを重ねるたびに愛着がわく点も絶妙だとしている。